# L'ora fosca
L'ora fosca è un cortometraggio muto italiano del 1913 diretto da Roberto Danesi.